# Michelle Ferris
Michelle Louise Ferris (* 24. September 1976 in Warrnambool, Victoria) ist eine ehemalige australische Bahnradsportlerin, spezialisiert auf Kurzzeitdisziplinen.

## Sportliche Laufbahn
Michelle Ferris‘ internationale sportliche Laufbahn begann 1993, als sie Junioren-Vizeweltmeisterin im Sprint wurde, im Jahr darauf wurde sie Dritte. 1995 belegte sie den dritten WM-Platz im Sprint der Frauen.
In den folgenden Jahren wurde Michelle Ferris viermal Vize-Weltmeisterin im Sprint und im 500-m-Zeitfahren; insgesamt dreimal belegte sie den dritten Platz. Zwischen 1997 und 2000 wurde sie vier Mal in Folge australische Meisterin im Sprint. Letztmals wurde sie Vize-Weltmeisterin bei der WM 1999 in Berlin. Ihre größte Konkurrentin war die Französin Félicia Ballanger, von der sie oft geschlagen und auf die Plätze verwiesen wurde.
Zweimal nahm Michelle Ferris an Olympischen Spielen teil, 1996 in Atlanta, wo sie Silber im Zeitfahren gewann ebenso wie 2000 in Sydney; beide Male unterlag sie Ballanger. Nach den Olympischen Spielen vor heimischem Publikum trat Ferris vom internationalen Leistungssport zurück.

## Nach dem Sport
Michelle Ferris wurde zur Botschafterin für die Gay Games 2010 in Köln ernannt. Beruflich ist sie u. a. als Motivationstrainerin (Stand 2010) sowie als Radsporttrainierin tätig.

## Erfolge
1993
- Junioren-Bahnweltmeisterschaft – Sprint

1994
 Commonwealth Games – Sprint
- Junioren-Bahnweltmeisterschaft – Sprint

1995
- Weltmeisterschaft – Sprint, 500-Meter-Zeitfahren

1996
- Olympische Spiele – Sprint

1997
- Weltmeisterschaft – Sprint

1998
- Weltmeisterschaft – Sprint
- Weltmeisterschaft – 500-Meter-Zeitfahren
- Commonwealth Games – Sprint

1999
- Weltmeisterschaft – Sprint

2000
- Olympische Spiele – 500-Meter-Zeitfahren
- Ozeanienspiele – Sprint, 500-Meter-Zeitfahren